# 443 до н. е.

## Події
- Сонячне затемнення (часткові, 20 квітня та 13 жовтня).
- Ван (незалежний правитель рівня князь) Цинь Цзао-гун (443 — 429).
- Консули Риму Марк Валерій Корв (втретє) та Авл Корнелій Косс Арвіна.
- Впровадження посади цензорів у Римській Республіці.
- 84 олімпіада, рік другий.
- Розбудова іонійцями Турії — нової колонії на півдні Апеннінського півостріву. У заснуванні цієї колонії беруть участь такі відомі тогочасні діячі, як Геродот, філософ Протагор Абдерський, архітектор Гіпподам Мілетський.

## Померли
- Ван Цинь Лі Ґун-Ґун (477 — 443)